# Goodbye Summer
"Goodbye Summer"는 대한민국의 음악 그룹 f(x)의 구성원 루나, 크리스탈, 엠버가 부른 노래이다. 같은 소속사의 보이 그룹 EXO-K의 디오가 보컬 피처링으로 참여하였다. 이 노래는 2013년 7월 29일 SM 엔터테인먼트에서 발매한 f(x)의 두번째 정규 음반 Pink Tape에 트랙으로 수록되었다. "Goodbye Summer"는 발매 첫 주 가온차트에서 7위를 기록하였다. 공식적으로 f(Amber+Luna+Krystal)라고 부르는 f(x)의 하위그룹은 2012년 EP Electric Shock에서도  "Beautiful Stranger"를 불렀다.

## 제작
"Goodbye Summer"는 구성원 엠버가 처음으로 작곡에 도전한 노래로, 헨리와 슈퍼주니어-M의 노래를 제작한 작곡팀 노이즈뱅크(NoizeBank)의 구성원 젠 네오(Gen Neo)와 함께 작업했다. 노래 반주의 대부분은 어쿠스틱 악기를 조합하여 사용하였다. 보컬 루나와 크리스탈, 디오가 노래를 부르며, 엠버는 랩 부분을 맡았다. 노래의 가사는 학창시절 서로 좋아하는 감정을 표현하지 못한 두 남녀가 시간이 흘러 함께 했던 날들을 추억하며 후회하는 이야기를 담고 있다. 소녀시대의 "Oh!", 샤이니의 "누난 너무 예뻐 (Replay)"의 가사를 만든 김영후가 작사하였다. 구성원 엠버는 f(x) 뮤직 스포일러 Play! Pink Tape를 통해 이 노래를 소개하며, 엠버의 MP3 플레이어로 노래를 들은 크리스탈의 추천으로 음반에 수록되었다고 밝혔다.

## 평가
"Goodbye Summer"는 K-pop 뉴스 사이트와 평론가들로부터 좋은 평가를 받았다. 《올케이팝》은 "루나와 게스트 보컬 D.O의 하모니가 매우 많이 예쁘다"라고 호평하였고, 《서울비트》에서는 보통의 알앤비 사랑 노래에서 기대할 수 있는 것보다 조금 더 감미롭고 어쿠스틱하다고 평하였다.

## 라이브 공연
이 노래는 2013년 12월 23일과 24일 고양시 킨텍스에서 열린 f(x)와 EXO의 크리스마스 합동 콘서트 SM Town Week: "Christmas Wonderland"의 세트리스트에 포함되었다.

## 차트
| 차트 (2013)             | 최고 순위 |
| ----------------------- | --------- |
| 가온 싱글 차트          | 7         |
| 가온 월간 싱글 차트     | 39        |
| 가온 지역 싱글 차트     | 7         |
| 가온 스트리밍 싱글 차트 | 40        |
| 가온 다운로드 싱글 차트 | 5         |
| 가온 배경음악 차트      | 4         |
| 가온 모바일 벨소리 차트 | 69        |
| 빌보드 K-Pop 핫 100     | 26        |